# Experience Movie
Experience Movie (未公開のエクスペリエンス・ムービー, Mi Koukai no Ekusuperiensu Muubii) é o segundo álbum de estúdio da banda japonesa The Yellow Monkey, lançado em 1 de março de 1993. O single presente no álbum, "Avant-Garde de Ikouyo" (アバンギャルドで行こうよ, Abangyarudo de Gyō kō yo), foi lançado simultaneamente.

## Produção e temas
O vocalista Kazuya Yoshii contou que os temas do álbum são "o amor puro dos anos 90", "culpa" e "separação do próprio passado". Ele originalmente pretendia lançar Experience Movie e The Night Snails and Plastic Boogie como um disco duplo. O álbum contém três canções de balada com duração maior que 6 minutos, e Yoshii contou que a gravadora demonstrou oposição a isso.  A capa apresenta Yoshii fazendo cross-dressing como a namorada de Jaguar (história do álbum seguinte Jaguar Hard Pain). Ele contou à revista Switch que pretendia fazê-la com uma aparência "monótona" em preto e branco, inspirado pelo filme francês 37°2 le matin, mas a gravadora não permitiu.

## Recepção
CD Journal contou que, ao ver a capa, julgou que não gostaria do álbum, no entanto, se impressionou com as letras, o som e o visual "cuidadosamente pintados com beleza narcisista".
Alcançou a 80ª posição na Oricon Albums Chart.

## Lista de faixas
| N.º            | Título                                                                  | Duração |  |
| 1.             | "Morality Slave"                                                        | 6:23    |  |
| 2.             | "Drastic Holiday"                                                       | 4:06    |  |
| 3.             | "Love is Zoophilia"                                                     | 3:05    |  |
| 4.             | "Masquerade" (Kamengeki 仮面劇)                                         | 4:50    |  |
| 5.             | "Vermillion Hands"                                                      | 3:36    |  |
| 6.             | "Donna"                                                                 | 4:59    |  |
| 7.             | "Aesthetic Boogie" (Shinbigan Boogie 審美眼ブギ)                        | 3:53    |  |
| 8.             | "Love Song of 4000 Tears" (4000 Tsubu no Koi no Uta 4000粒の恋の唄)     | 8:17    |  |
| 9.             | "Let's Be Avant Garde" (Avant-Garde de Ikouyo アバンギャルドで行こうよ) | 4:39    |  |
| 10.            | "Freesia Boy" (Freesia no Shōnen フリージアの少年)                      | 6:51    |  |
| 11.            | "Suck of Life"                                                          | 5:38    |  |
| 12.            | "Puff Puff"                                                             | 1:16    |  |
| 13.            | "Silk Scarf ni Boushi no Madame" (シルクスカーフに帽子のマダム)         | 7:57    |  |
| Duração total: | Duração total:                                                          | 60:05   |  |

## Créditos
- Kazuya "Lovin" Yoshii (吉井和哉) – vocais, guitarra
- Hideaki "Emma" Kikuchi (菊地英昭) – guitarra, vocais de apoio
- Yoichi "Heesey" Hirose (廣瀬洋一) – baixo, vocais de apoio
- Eiji "Annie" Kikuchi (菊地英二) – bateria